# Josh Portman
Joshua David Portman (Madison, 26 ottobre 1979) è un musicista statunitense, attuale bassista degli Yellowcard, di cui è membro dal 2012 dopo aver rimpiazzato Sean O'Donnell.

## Carriera
Trascorre l'infanzia a Madison, nel Wisconsin, sua città natale, prima di trasferirsi in Georgia ad Atlanta all'età di 10 anni. A 12 anni riceve in regalo la sua prima chitarra e comincia a suonare e comporre la propria musica. Tre anni dopo entra nella sua prima band, un gruppo locale chiamato Zero Racecar, con cui effettua diversi concerti tra Georgia, Florida e gli Stati limitrofi. Nel 1998 forma assieme a Jay Northington un gruppo chiamato Lancaster, ma la band si scioglie un anno dopo, così come un altro gruppo denominato Bring. Nel 2005 viene scelto come nuovo membro degli Staring Back, una band punk californiana, ma il gruppo termina la propria attività pochi mesi dopo, quando il frontman Ryan Mendez entra a far parte dei più quotati Yellowcard in sostituzione di Ben Harper.
L'anno successivo è in tour con i Near Miss, che però si sciolgono ad inizio 2007. A Portman viene così chiesto di raggiungere gli Yellowcard per prendere il posto come turnista di Peter Mosely. Con la nuova band va in tour tra Stati Uniti e Giappone ed è presente nel live Live from Las Vegas at the Palms, prima che la band decida di prendere una pausa per concentrarsi sulle proprie vite private. Portman approfitta di questa pausa per proseguire i propri studi presso il Macon State College di Macon, in Georgia. Nel frattempo, gira lo Stato con un gruppo-tributo all'hair metal degli anni '80 chiamato Great White Lion Snake, sotto il nome d'arte di Jef Leppard.
Quando l'ex cantante degli Yellowcard Ryan Key decide di creare una nuova band chiamata Big If assieme a Sean O'Donnell dei Reeve Oliver, a Portman viene offerto il ruolo di chitarrista della band, che occupa fino a fine 2010, quando gli Yellowcard si riformano e Sean O'Donnell diviene il loro nuovo bassista. Ad inizio 2012, tuttavia, quest'ultimo decide di lasciare la band per motivi personali, e Portman prende il suo posto, partecipando alle registrazioni per l'ottavo album del gruppo, Southern Air. Anche per questo i Great White Lion Snake decidono di prendersi una pausa nel maggio dello stesso anno, facendo tuttavia dei reunion show occasionali.

## Vita privata
Risiede abitualmente a Nashville ed ha una sorella di nome Molly. Precedentemente abitava in Georgia. Il 31 luglio 2013 ha concluso con successo i propri studi di marketing/business al college.

## Discografia

### Album in studio
- 2012 – Southern Air
- 2013 – Ocean Avenue Acoustic
- 2014 – Lift a Sail
- 2016 – Yellowcard